# Swarovski
Swarovski (in italiano /zvaˈrɔfski, zvaˈrɔvski, zvaˈrɔski/, pronuncia tedesca ) è il marchio di punta della Swarovski International Holdings. L'azienda è suddivisa in tre aree industriali principali: Swarovski Crystal Business, che produce principalmente cristalli, gioielli e accessori; Swarovski Optik, che produce strumenti ottici come telescopi, mirini telescopici per fucili e binocoli; e Tyrolit, un produttore di utensili per molatura, segatura, foratura e ravvivatura, nonché fornitore di utensili e macchine.
Oggi, lo Swarovski Crystal Business è una delle business unit con il maggior incasso all'interno di Swarovski, con una portata globale di circa 3.000 negozi in circa 170 paesi, più di 29.000 dipendenti e un fatturato di circa 2,7 miliardi di euro (nel 2018). Swarovski è ora gestito dalla quinta generazione di membri della famiglia.

## Storia

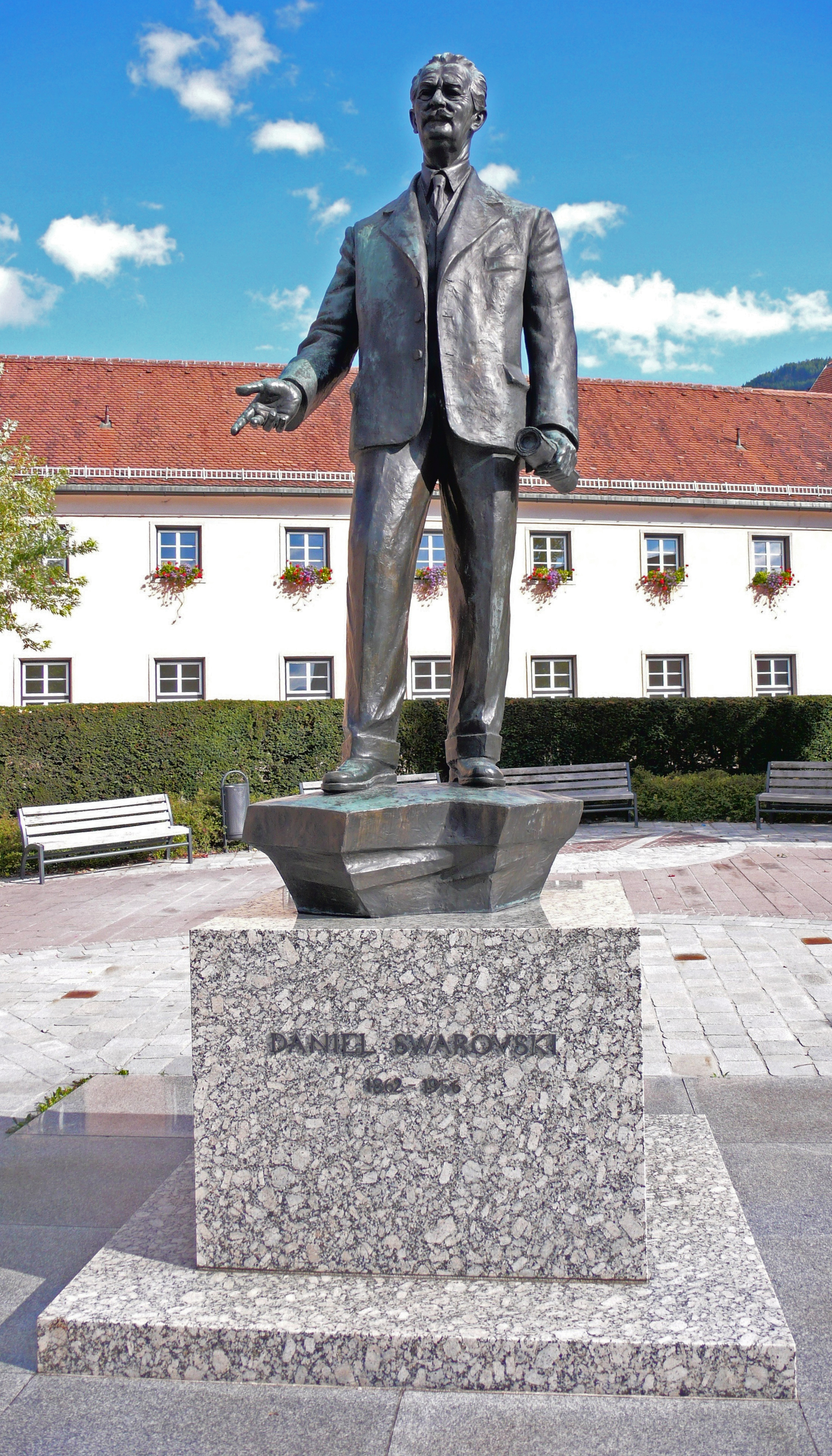
Il fondatore dell'azienda Daniel Swarovski (1862 † 1956) scultura creata da Gustinus Ambrosi a Wattens

Il particolare cristallo è stato ideato da Daniel Swarovski, nato in Boemia nel 1862. La sua composizione è in vetro e piombo (circa il 30%), ma l'esatta formula è gelosamente custodita come segreto industriale. Il logo aziendale è rappresentato da un cigno che è apposto su ogni prodotto come segno di autenticità. La materia prima viene utilizzata per diverse linee di prodotto: dai componenti per bigiotteria all'ottica di precisione, dall'oggettistica per la casa alla gioielleria.
Daniel Swarovski, tagliatore di vetro e gioielliere attivo in Svizzera ma originario della Boemia, brevettò nel 1892 una macchina da taglio, incrementando la produzione e la lavorazione di cristalli. Nel 1895 lo stesso Swarovski, il finanziere Armand Kosmann e Franz Weis fondarono la Swarovski company, conosciuta originariamente come A. Kosmann, Daniel Swarovski & Co., successivamente abbreviata come K.S. & Co. L'industria di taglio di cristalli fu stabilita a Wattens per avvalersi della fonte energetica garantita dalla locale centrale idroelettrica, in grado di soddisfare le esigenze dei processi brevettati da Daniel.

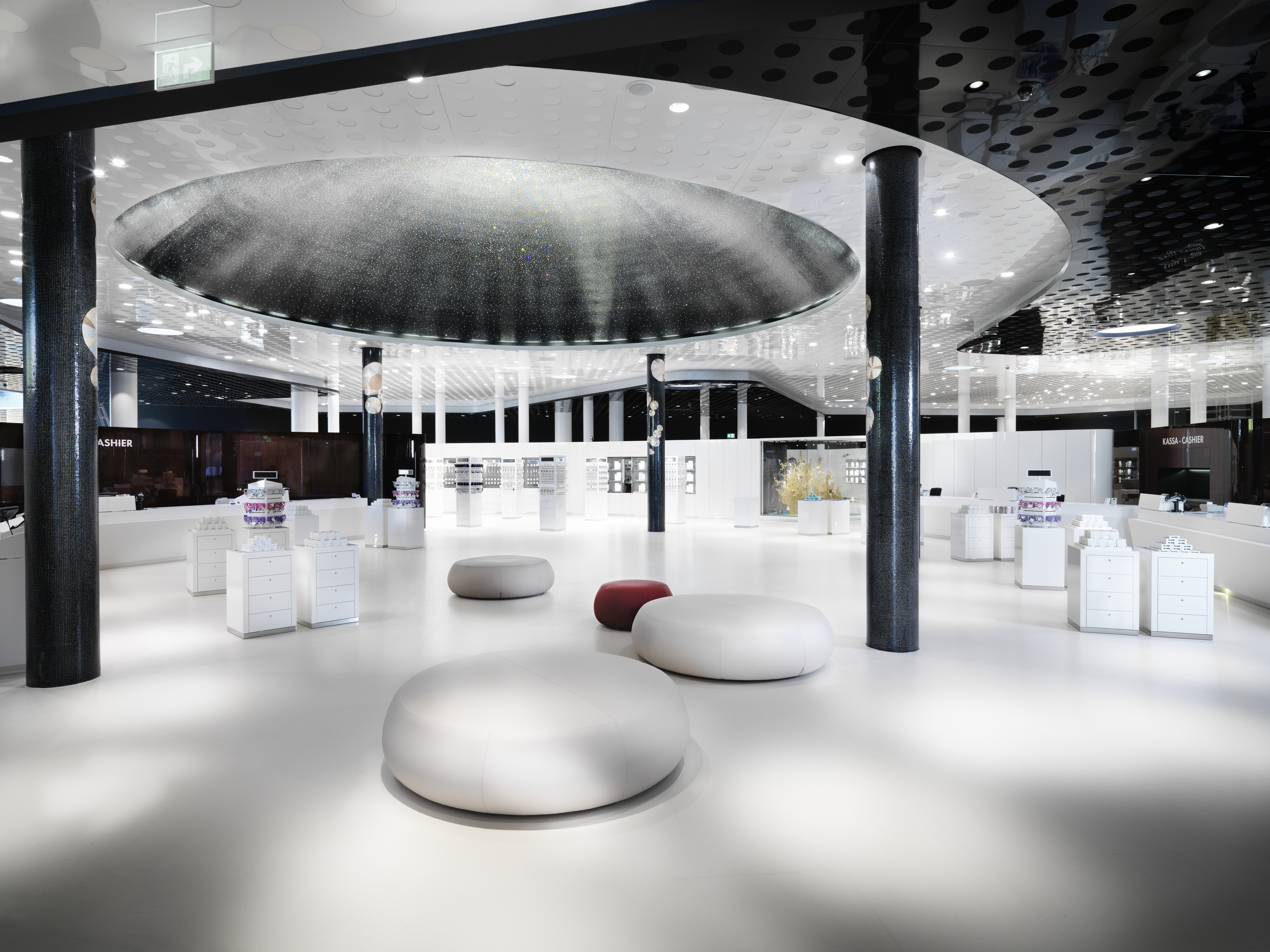
Interno negozio di Swarovski

Nel 1995, in occasione del centesimo anniversario della ditta, fu aperto a Wattens il museo aziendale denominato I mondi di cristallo. Nel 2004 Swarovski ha creato una stella di cristallo di oltre 2,5 metri di diametro, per un peso di quasi 250 kg, che è stata da allora in cima all'albero di Natale del Rockefeller Center a New York per cinque anni consecutivi. Swarovski è stato anche uno degli sponsor del film Il fantasma dell'opera di Joel Schumacher, in cui il celebre lampadario era creato con cristalli Swarovski. In un'altra scena viene anche inquadrata la vetrina di un negozio Swarovski; tuttavia, anziché mostrare il logo vigente all'epoca della storia narrata, una stella alpina, viene utilizzato il logo attuale, un cigno.
Durante gli anni '30, i membri della famiglia Swarovski furono i primi, attivi ed entusiasti sostenitori del nazionalsocialismo e almeno sei dei suoi membri mantennero illegalmente l'appartenenza al partito prima dell'annessione dell'Austria alla Germania nazionalsocialista il 12 marzo 1938. Tre settimane prima, 500 manifestanti nella città tirolese di Wattens hanno tenuto una fiaccolata che si è conclusa con i canti di "Sieg Heil" e "Heil Hitler". La maggior parte dei partecipanti, secondo la polizia, erano dipendenti dello stabilimento Swarovski, tra cui gli eredi della famiglia Swarovski Alfred, Wilhelm e Friedrich.
Nel suo rapporto alla polizia di stato del 14 febbraio 1947, l'amministratore distrettuale di Innsbruck definì il capo dell'azienda Alfred Swarovski "un membro entusiasta dell'NSDAP (Partito Nazista)". Alfred Swarovski lodò Hitler durante le riunioni di lavoro e intraprese azioni come leader d'affari regionale per garantire che "l'industria tirolese potesse essere integrata il più agevolmente possibile negli enormi ingranaggi dell'economia della Grande Germania e nell'ordine economico nazionalsocialista". Inviò "grati saluti di fedeltà" ad Adolf Hitler per il suo 49º compleanno e organizzò una donazione di 100.000 scellini affinché Hitler stabilisse una casa per le vacanze in Tirolo. 
L'azienda ha sfruttato i suoi legami politici e la gestione dell'associazione imprenditoriale regionale per uscire più forte dall'era nazista. Durante la guerra diversificò la sua produzione e ampliò le sue linee di business, aggiungendo abrasivi, dispositivi ottici, telescopi, binocoli e altre linee di prodotti e passando da 500 a quasi 1.200 dipendenti tra l'Anschluss e il marzo 1944.
"Dalla mia appartenenza al partito, ho solo approfittato del fatto che era possibile per me come membro del partito avviare le trattative necessarie per mantenere l'azienda e portarle a buon fine con le agenzie economiche responsabili del Reich". Alfred Swarovski ha detto al tribunale del popolo di Innsbruck dopo la guerra. Nel 1994 lo storico Horst Schreiber scrisse del passato di Swarovski, ma non gli fu concesso l'accesso agli archivi dell'azienda.
La società contemporanea Swarovski ha commissionato allo storico Dieter Stiefel "un passo nell'affrontare la nostra storia in modo serio e molto proattivo", ha affermato il portavoce del consiglio Markus Langes-Swarovski nel 2018, tuttavia lo studio non è stato pubblicato perché, ha detto Langes-Swarovski, "Swarovski è un'azienda che generalmente cerca di tenere le storie personali dei proprietari in gran parte fuori dagli occhi del pubblico perché non fa nulla per il business". Il sito web del Gruppo Swarovski omette la menzione del periodo nazista nella sezione "La nostra storia", saltando gli anni tra il 1931 e il 1949 nella sua sequenza temporale.

## Prodotti

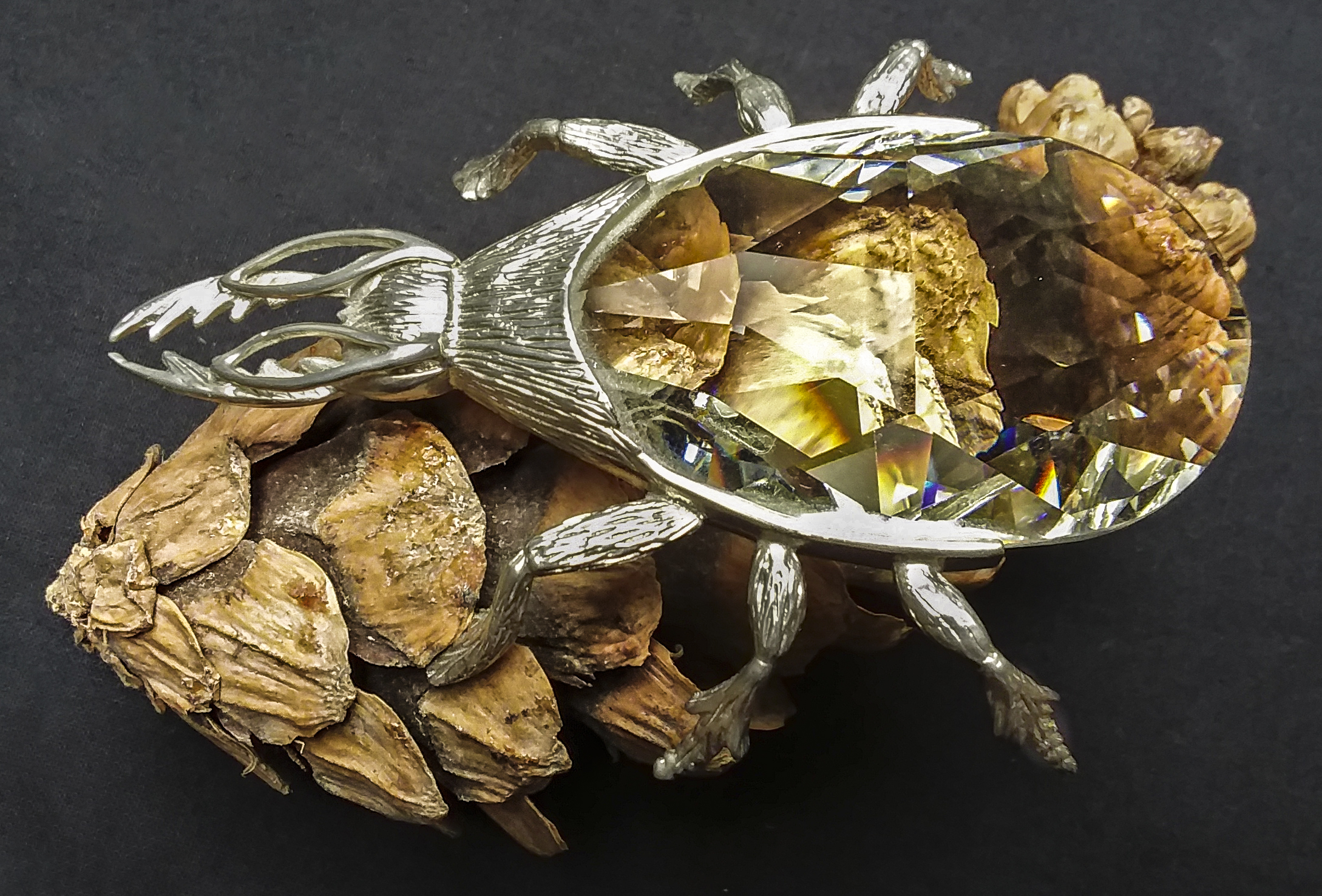
Maggiolino progettato come apribottiglie, Swarovski, 1978

Swarovski produce prodotti come sculture in vetro, miniature, gioielli, strass, decorazioni per la casa e lampadari. Tutte le sculture sono contrassegnate da un logo. Il logo originale Swarovski fu un fiore di stella alpina poi sostituito in un secondo momento da un logo riportante la dicitura SAL.. Oggi il logo risulta l'iconico cigno scelto nel 1988.
Il vetro Swarovski viene prodotto fondendo una miscela di sabbia di quarzo, soda, potassio e altri ingredienti ad alte temperature. Il piombo, solitamente utilizzato sotto forma di tetrossido di tripiombo, non viene più utilizzato e tutto il vetro Swarovski Crystal prodotto dal 2012 è privo di piombo. Per creare un vetro di cristallo che consente la rifrazione della luce in uno spettro arcobaleno, Swarovski ricopre alcuni dei suoi prodotti con speciali rivestimenti chimici metallici. Ad esempio, Aurora Borealis, o "AB", conferisce alla superficie un aspetto arcobaleno. Altri rivestimenti sono denominati dalla società, tra cui Crystal Transmission, Volcano, Aurum, Shimmer e Dorado. I rivestimenti possono essere applicati solo su una parte di un oggetto; altri sono rivestiti due volte e quindi sono designati AB 2X, Dorado 2X, ecc.
Swarovski ha sviluppato una tecnologia unica che preserva la brillantezza e la luminosità dei cristalli senza l'uso di biossido di piombo. 
Nel 2004 Swarovski ha rilasciato Xilion, un taglio protetto da copyright progettato per ottimizzare la brillantezza delle rose (componenti con dorso piatto) e Chatons (taglio diamante).
Il gruppo Swarovski comprende Tyrolit (produttori di utensili abrasivi e da taglio); Swareflex (segnaletica orizzontale riflettente e luminosa); Swarovski Pietre (sintetici e naturali gemme); e Swarovski Optik (strumenti ottici come binocoli e cannocchiali da puntamento).
Dal 2006 la Royal Canadian Mint emette monete da collezione con componenti in cristallo Swarovski. La moneta del fiocco di neve di cristallo del 2006 era d'oro (valore nominale di $300), con il rovescio con sei cristalli iridescenti a forma di lente su un fiocco di neve. Le monete con fiocchi di neve di cristallo degli anni successivi sono state monete d'argento da $20 con cristalli di diversi colori. Nel 2018, la zecca canadese ha emesso dodici diverse monete portafortuna, ciascuna con un diverso cristallo Swarovski. La serie dello zodiaco 2019 da 12 monete della zecca canadese presenterà 20 cristalli Swarovski su ciascuna moneta. 
Nel 2014 Tristan da Cunha ha emesso una moneta natalizia a cinque corone in cui un piccolo cristallo Swarovski è incastonato nella stella guida dietro un'immagine a colori di uno dei magi. 
Nel 2018 la Guinea Equatoriale ha emesso una moneta d'argento con un elemento teschio in cristallo Swarovski nero. 
Swarovski ha creato una linea di profumi liquidi e solidi.

## Statuette e oggetti da collezione
Le statuette di Swarovski sono collezionabili; la sua prima statuetta prodotta è stato un topo stilizzato. Una versione più piccola di questo topo, ora denominata "replica mouse", è ancora venduta fino ad oggi. I cristalli Swarovski Elements sono stati inclusi in alcune monete d'argento da collezione emesse dalla Royal Canadian Mint nel 2009. 
Nel novembre 2014, Victoria's Secret ha rivelato una riprogettazione del suo flacone di profumo Heavenly Luxe con cristalli Swarovski.

## Struttura del gruppo
- Swarovski International Holding AG, Swarovski Ventures Ltd., Daniel Swarovski Corporation AG, Swarovski (Schweiz) AG, Männedorf/ZH, Svizzera
- Swarovski AG, Triesen, Liechtenstein
- Swarovski Crystal Online AG, Kaufbeuren
- Tyrolit Schleifmittelwerke Swarovski K.G., Schwaz, Tirol
- d. Swarovski tourism services GmbH, Wattens, Tirol
- Swarovski Austria Vertriebsges.m.b.H. & CO. KG, Rum bei Innsbruck, Tirol
- Swarovski D & Co Crystal Architecture, Kolsass, Tirol
- D. Swarovski & Co, Wattens, Tirol
- Swareflex GmbH, Vomp, Tirol
- Swarovski Optik Deutschland, Rosenheim
- Swarovski Optik KG., Absam, Tirol
- Swarovski France S.A., Paris, Frankreich
- UAB Crystal Creations, Vilnius, Litauen

## Mostre e musei

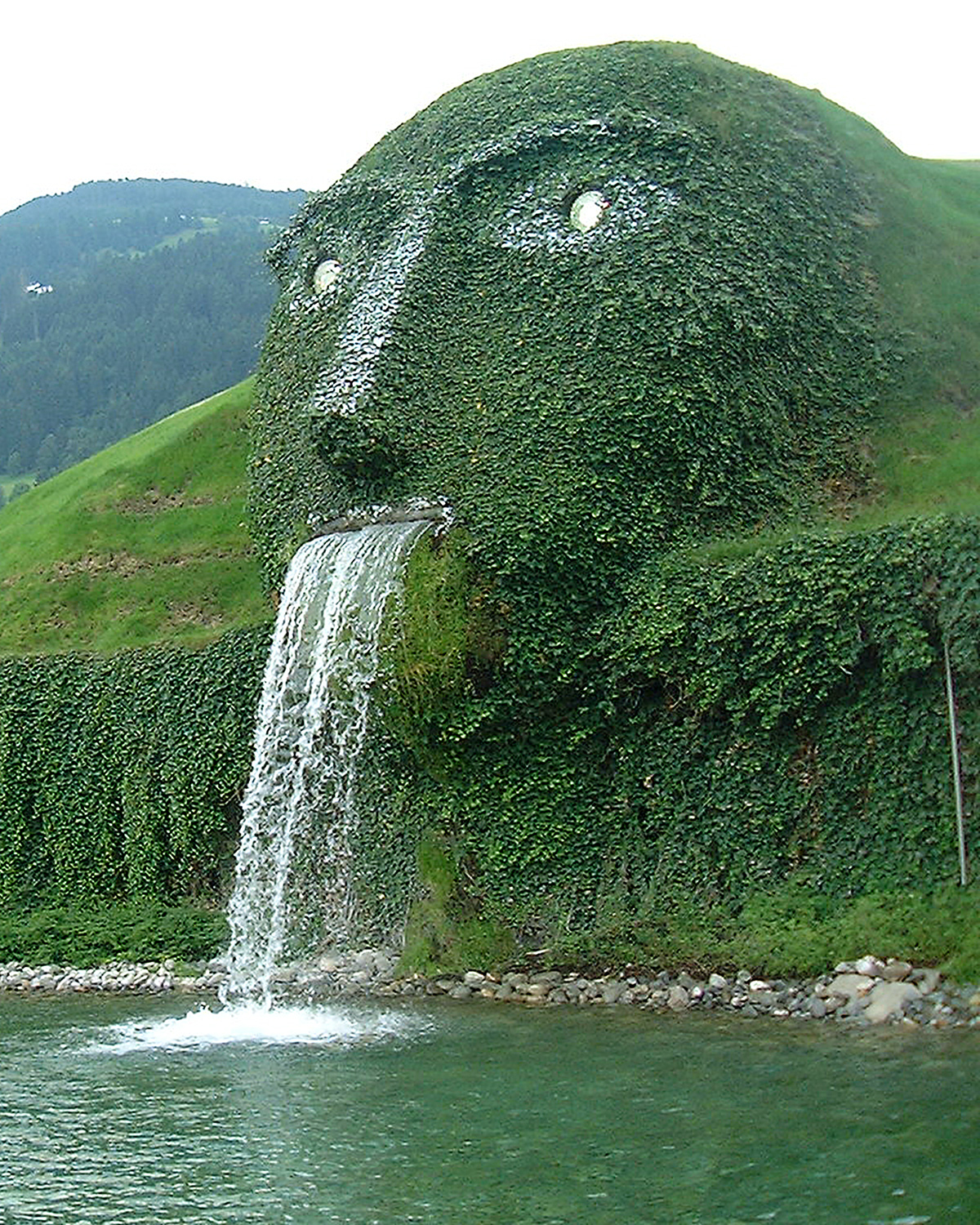
Questa fontana costituisce l'ingresso alla sede a Wattens, in Austria, di Swarovski Crystal.

L'azienda gestisce un museo a tema cristallo, lo "Swarovski Kristallwelten" vicino a Innsbruck, Austria. Il Crystal Worlds Center è fronteggiato da una testa coperta d'erba, la cui bocca è una fontana.
Il lavoro di Swarovski è stato esposto alla "Fashion Jewelry & Accessories Fair" in Asia sulla base del concetto di un unico fascio continuo di luce frammentata che viaggia attraverso un cristallo. 
Nel 2012, Swarovski ha collaborato con il London Design Museum per presentare una mostra che mescola la tecnologia digitale con i cristalli.

## Partnership

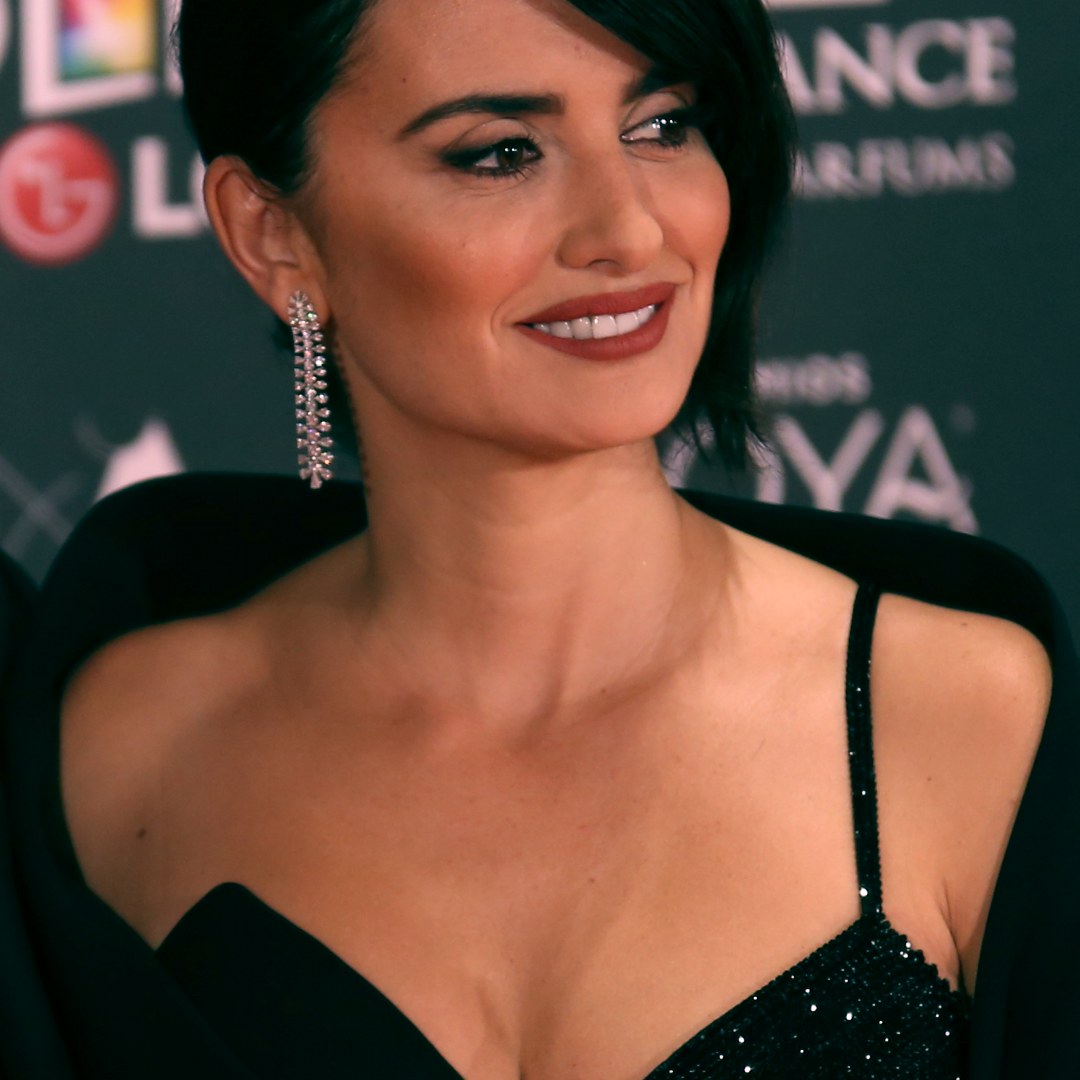
Penelope Cruz indossa un abito nero personalizzato Atelier Versace con cristalli Swarovski ai Goya Awards 2017

Dal 2004, Swarovski ha fornito la stella e il fiocco di neve di 2,7 m di diametro e 550 libbre (250 kg) che si trova in cima all'albero di Natale del Rockefeller Center di New York. Le versioni più piccole di questo sono vendute come ornamenti dell'edizione annuale.
Swarovski è stata proprietaria della squadra di calcio austriaca FC Swarovski Tirol dal 1986 al 1992.
Nel 2018, la celebre chef Nadiya Hussain, la personalità televisiva Katie Piper e il fondatore di CoppaFeel Kris Hallenga, sono stati annunciati come gli ultimi ambasciatori di Swarovski e hanno recitato nella campagna #BrillianceforAll del marchio. 
Nel 2019, Swarovski ha collaborato con Dior per la sua mostra al Victoria and Albert Museum, con pezzi di design d'archivio decorati con cristalli Swarovski. 
Swarovski ospita ogni anno il Designers of the Future Award in riconoscimento dei designer giovani ed emergenti. I precedenti vincitori dello Swarovski Designers of the Future Award includono designer e architetti influenti: Ross Lovegrove, Greg Lynn, Troika, Fredrikson Stallard, Erwin Redl, Eyal Burstein, Asif Khan, Guilherme Torres, Jeanne Gang e Città del Messico studio globale di architettura e design Fernando Romero Enterprise (FR-EE). I vincitori del 2018 sono stati Frank Kolkman, un designer olandese sperimentale concentrato sulle tecnologie robotiche; Study O Portable, uno studio olandese-giapponese basato sulla ricerca che realizza oggetti sull'ambiente progettato, e Yosuke Ushigome di TAKRAM, un tecnologo giapponese creativo specializzato in tecnologie emergenti.

## Sponsorizzazione e posizionamento di prodotti di cristallo

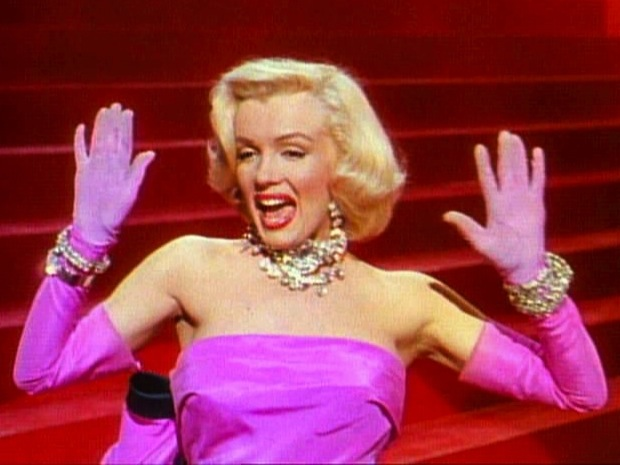
Marilyn Monroe indossa cristalli Swarovski in Gli uomini preferiscono le bionde

Negli ultimi cento anni, Swarovski's Communications and Branding Business ha inserito con successo il cristallo Swarovski in numerosi film, produzioni teatrali e sfilate di moda.

### Film
Il cristallo Swarovski è stato presentato nei seguenti film:
- Il film campione d'incassi del 1997 di James Cameron, Titanic;
- Il film Moulin Rouge del 2001 di Baz Luhrmann;
- il film di spionaggio del 2002 James Bond: Die Another Day presenta una scena in cui Pierce Brosnan e Halle Berry giacciono su un letto di "diamanti" che in realtà sono cristalli Swarovski;
- il film del 2004 The Phantom of the Opera, in cui il "modello in piedi" del lampadario era composto da cristalli Swarovski;
- il film documentario del 2009 This Is It mostrava Michael Jackson mentre provava per un tour di concerti, con costumi ricoperti di cristalli Swarovski;
- l'abito di Natalie Portman del 2010, nel film Black Swan;
- la puntata di James Bond del 2012 Skyfall, in cui il designer Stephen Webster ha utilizzato oltre 60.000 cristalli Swarovski per adornare la Bond girl Severine;
- in A Royal Night Out erano presenti bigiotteria realizzata con gioielli Swarovski;
- in The Greatest Showman con Hugh Jackman;
- in Cenerentola (film 2015), la scarpetta di Cenerentola è realizzata in cristallo Swarovski;
- in La bella e la bestia con Emma Watson;
- in Bohemian Rhapsody (presenti nella corona indossata da Rami Malek aka Freddy Mercury);
- in Rocketman.

Tutti i gioielli di Gentlemen Prefer Blondes con Marilyn Monroe erano cristalli Swarovski. Inoltre, la tiara indossata da Audrey Hepburn in Colazione da Tiffany era adornata con cristalli Swarovski.

### Sfilate di moda

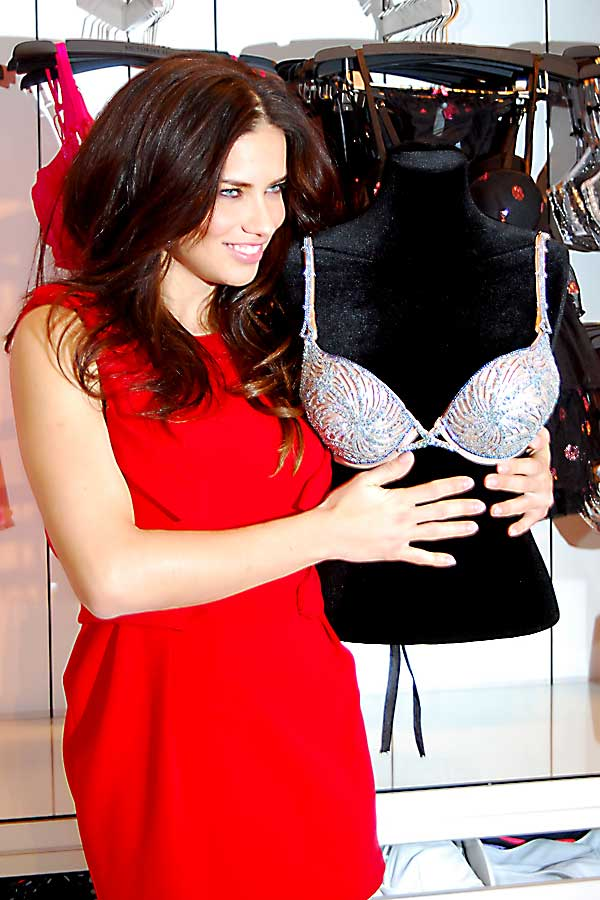
Adriana Lima al Victoria's Secret Fashion Show 2014 con il Million Dollar Fantasy Bra del gioielliere Damiani

Swarovski collabora con Victoria's Secret e il loro Fashion Show da 15 anni. Per la sfilata 2018, la modella di Victoria's Secret Elsa Hosk ha indossato un reggiseno Fantasy con cristalli Swarovski del valore di oltre un milione di dollari. 
Nel 2017, Swarovski ha commissionato un abito in stile Art Déco da $60.000 nello stile del famoso "vestito nudo" di Marlene Dietrich, dalla società di tecnologia di moda con sede a Berlino ElektroCouture per onorare la sua eredità 25 anni dopo la sua morte. Contiene 2.000 cristalli oltre a 150 luci LED. La proprietaria di ElektroCouture Lisa Lang ha detto che l'abito è stato ispirato da schemi elettrici e corrispondenza avvenuti tra l'attrice e lo stilista Jean Louis nel 1958. "Voleva un vestito che brilla, voleva essere in grado di controllarlo da sola dal palco e sapeva che sarebbe potuta morire di un colpo elettrico se fosse mai stato realizzato."
Swarovski collabora attivamente con stilisti di alto profilo per numerose settimane della moda che si svolgono in tutto il mondo. Per la London Fashion Week del 2018, Swarovski ha collaborato con la House of Holland, Mary Katrantzou e Richard Quinn. Per la settimana della moda di New York nel 2018, Swarovski ha collaborato con Jason Wu, Alexander Wang, Brandon Maxwell, Gabriela Hearst e Rosie Assoulin.

### Produzioni teatrali
La produzione teatrale del West End di Follies comprendeva oltre 600.000 cristalli Swarovski, mentre la produzione musicale del West End di Aladdin ha utilizzato oltre 2 milioni di cristalli Swarovski. 
La produzione del 2018 di Dreamgirls ha incorporato un milione di cristalli Swarovski nella produzione, adornando 275 costumi e 3 tende di cristallo. 

### Tour musicali
La cantante americana Madonna ha indossato un abito di cristallo Swarovski nel suo Rebel Heart Tour durante l'esecuzione della sua canzone Music.
Rihanna ha anche indossato un intero abito di cristallo Swarovski nella sua apparizione ai Grammy. 
Anche il guanto di cristallo di Michael Jackson, venduto all'asta per $192.000 nel 2010, era fatto di cristalli Swarovski.

## Galleria d'immagini

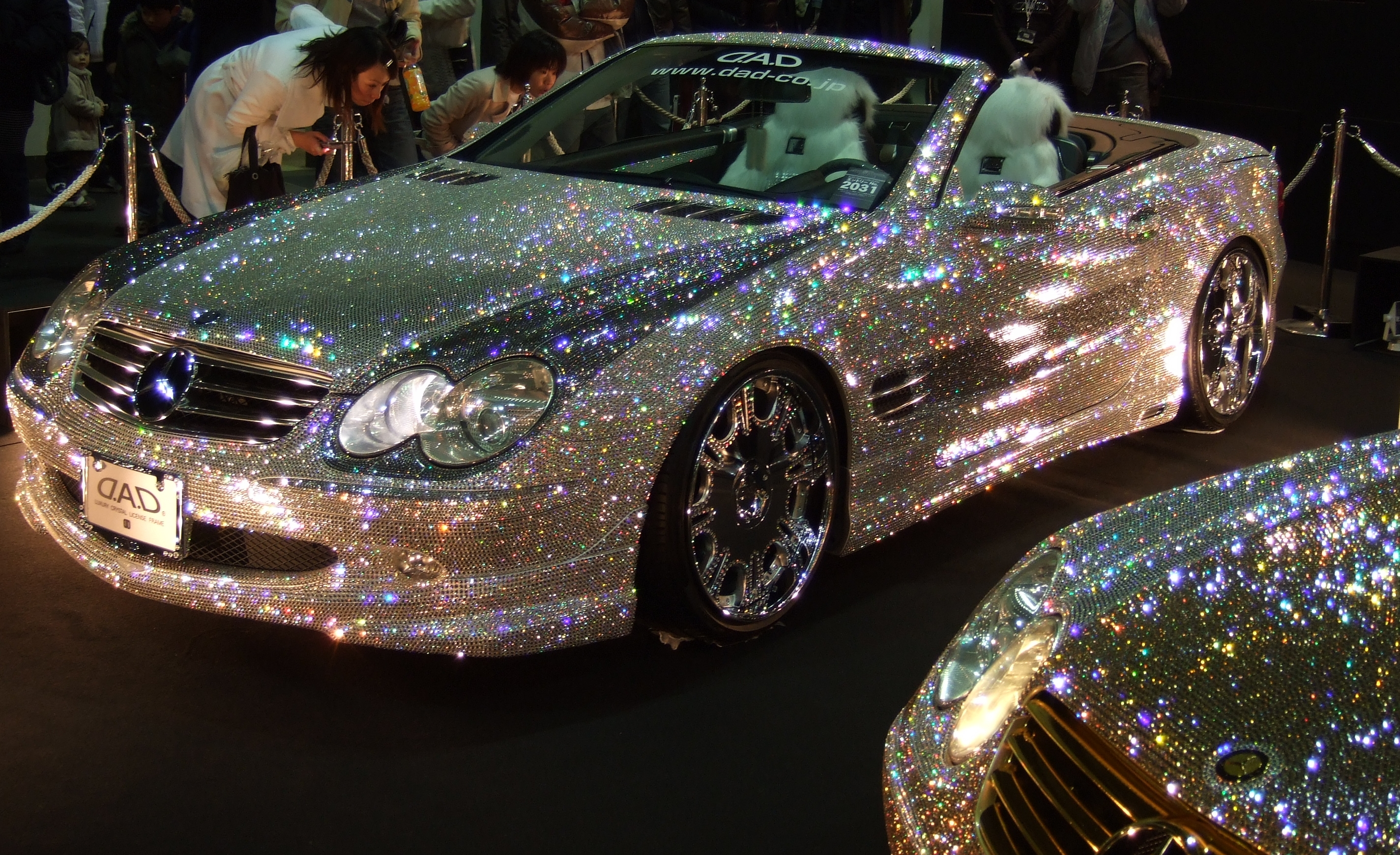
Una Mercedes-Benz R230 con strass di cristalli Swarovski
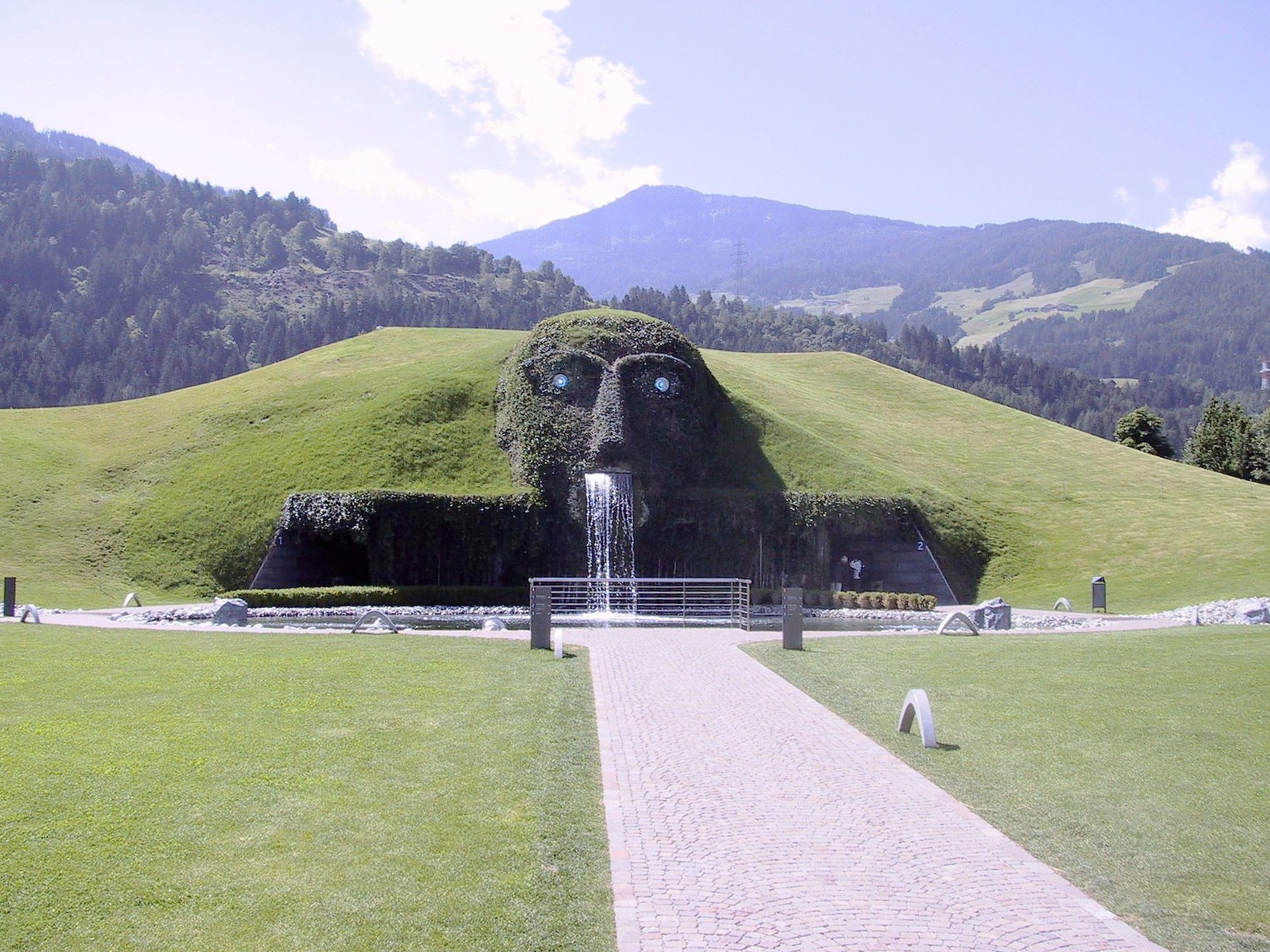
I Mondi di Cristallo a Wattens
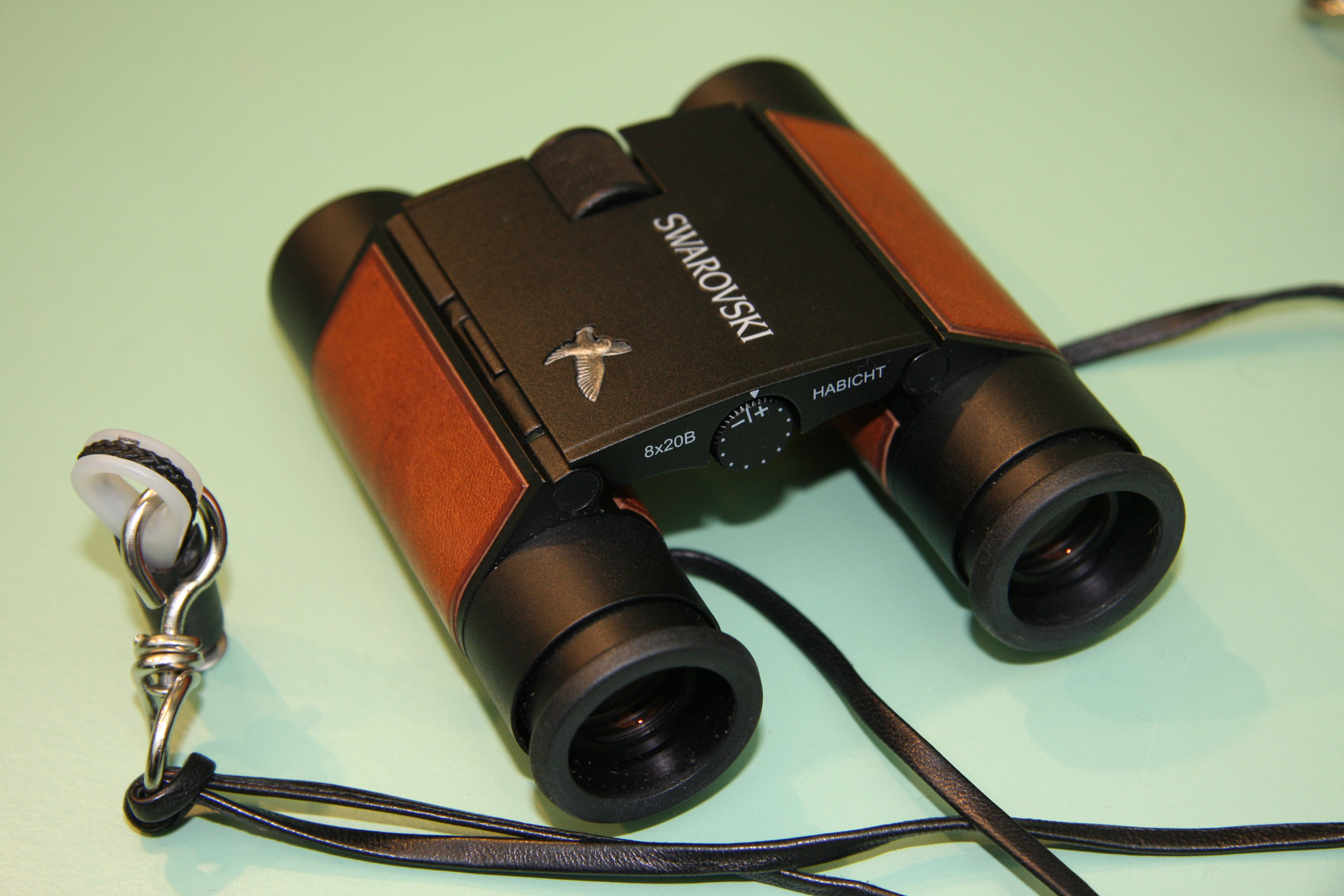
Binocolo 8x20
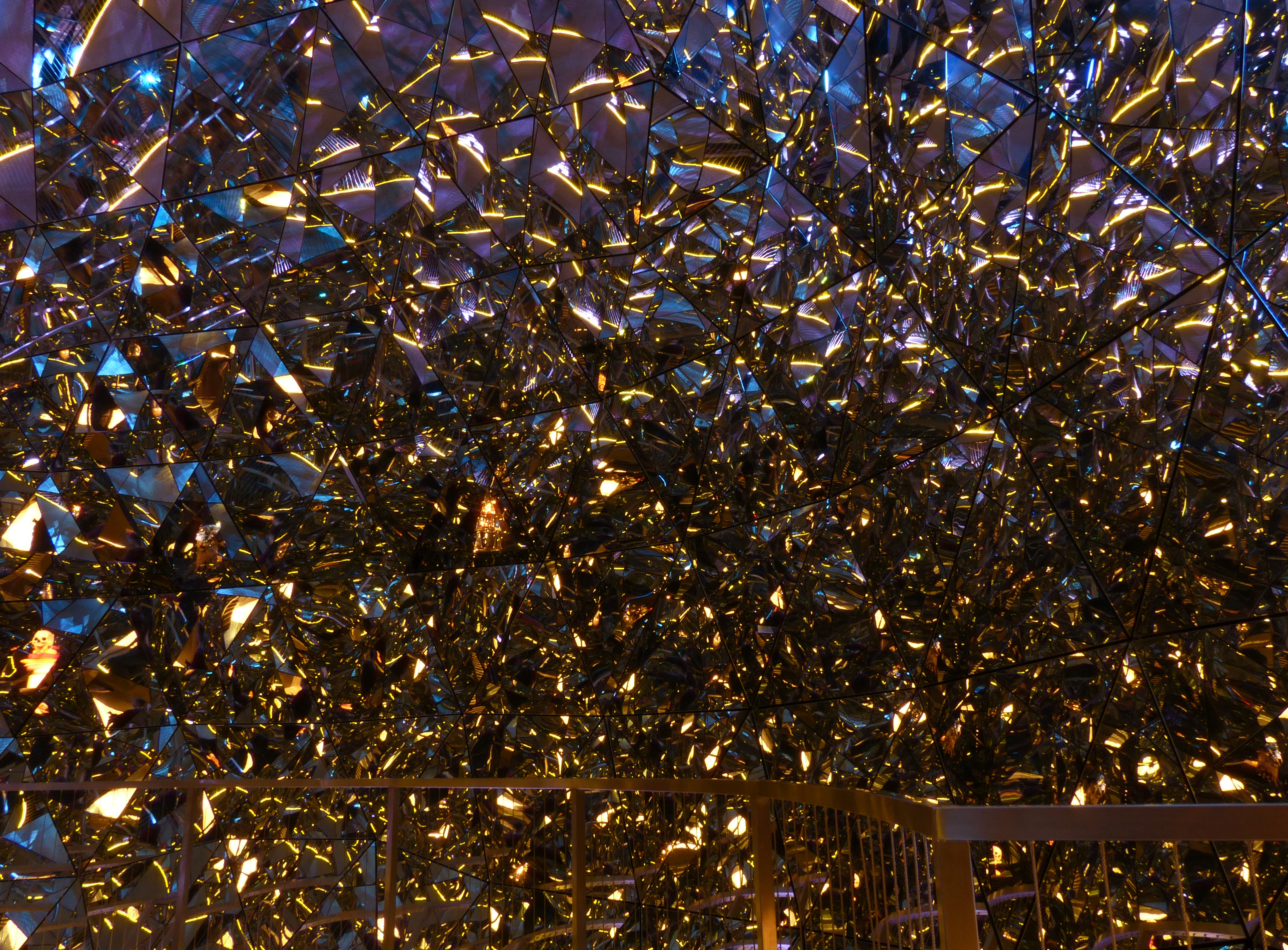
I Mondi di Cristallo - Kristalldom
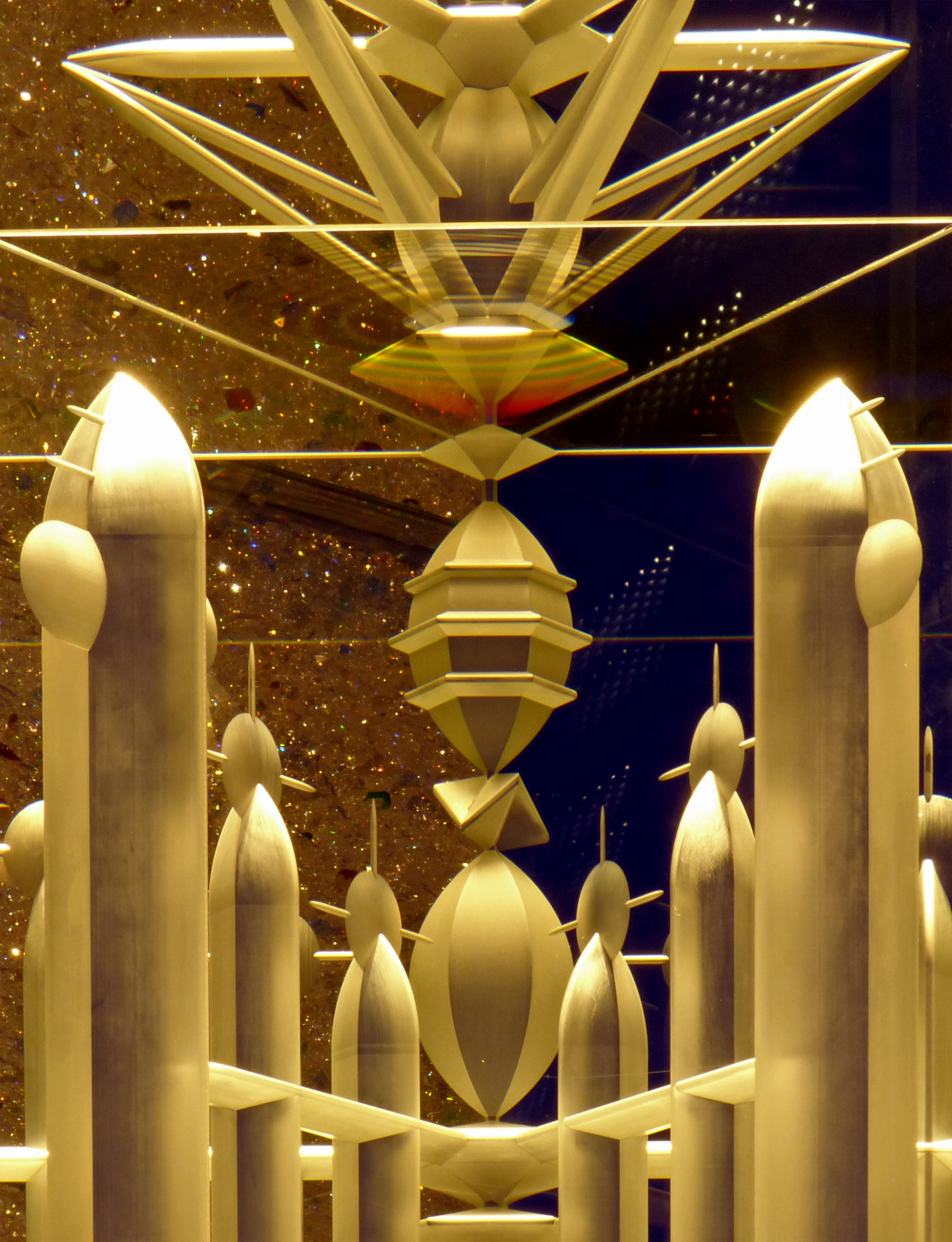
I Mondi di Cristallo - Eisgasse
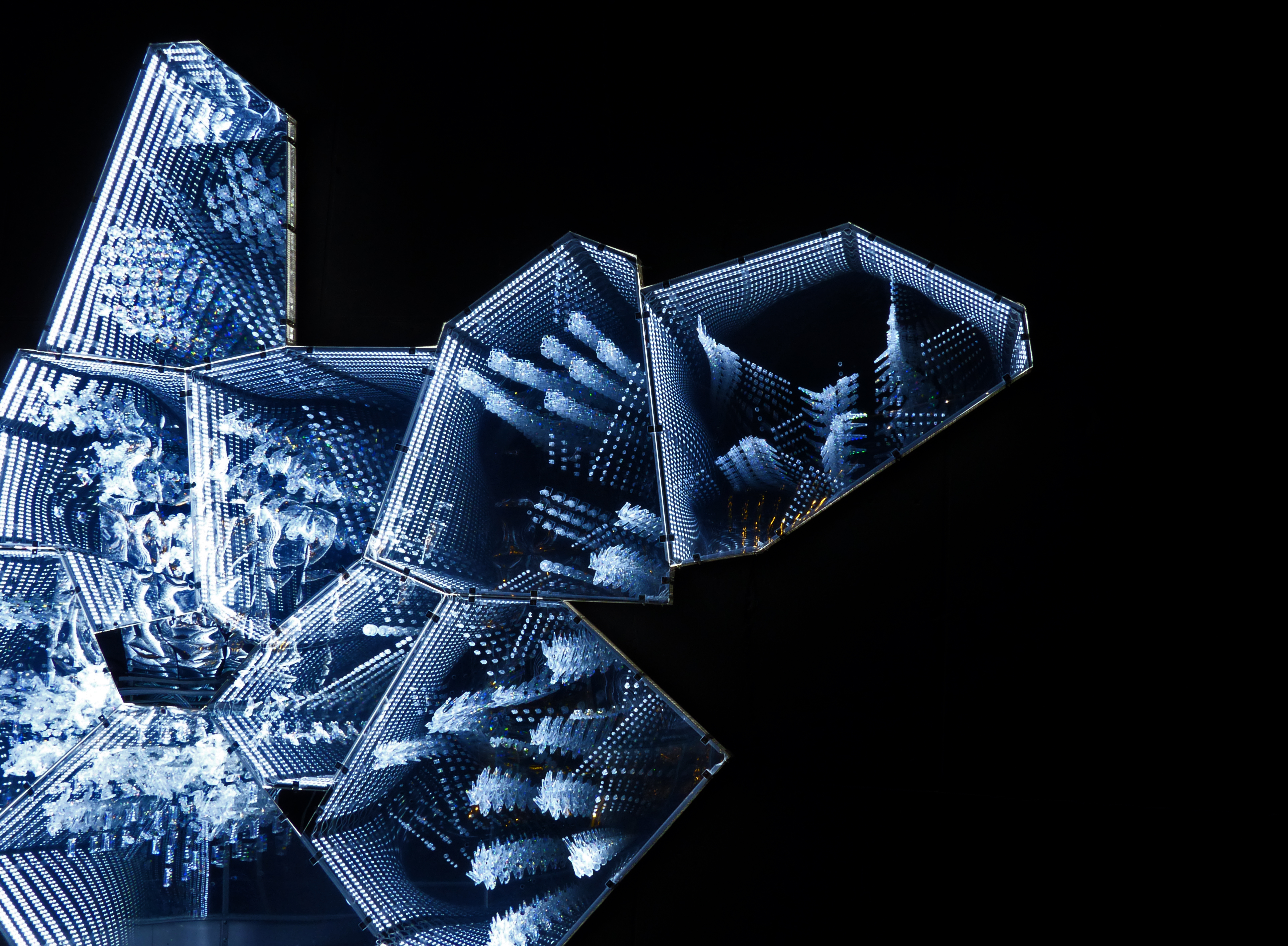
I Mondi di Cristallo - Into Lattice Sun
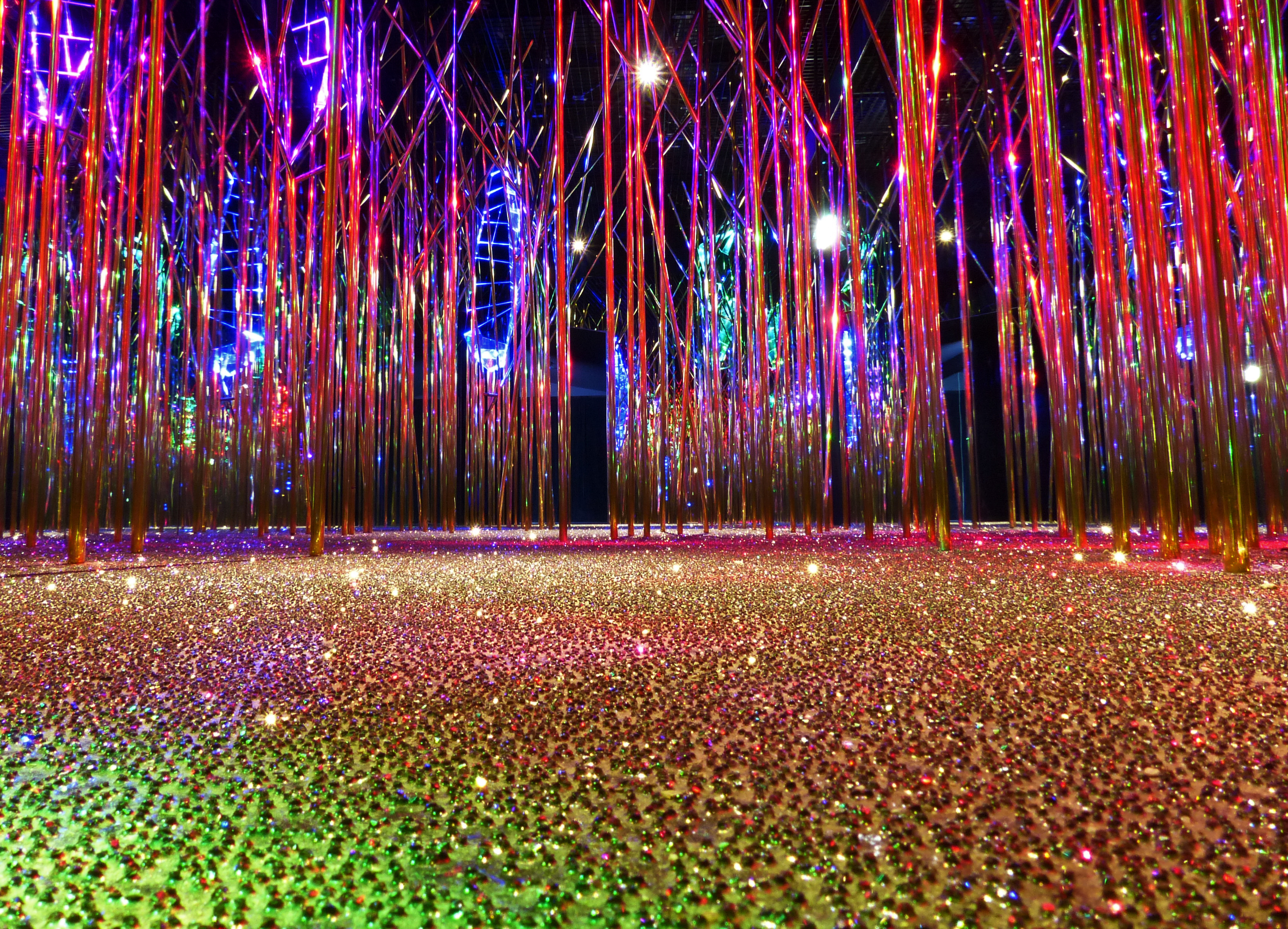
I Mondi di Cristallo - Eden
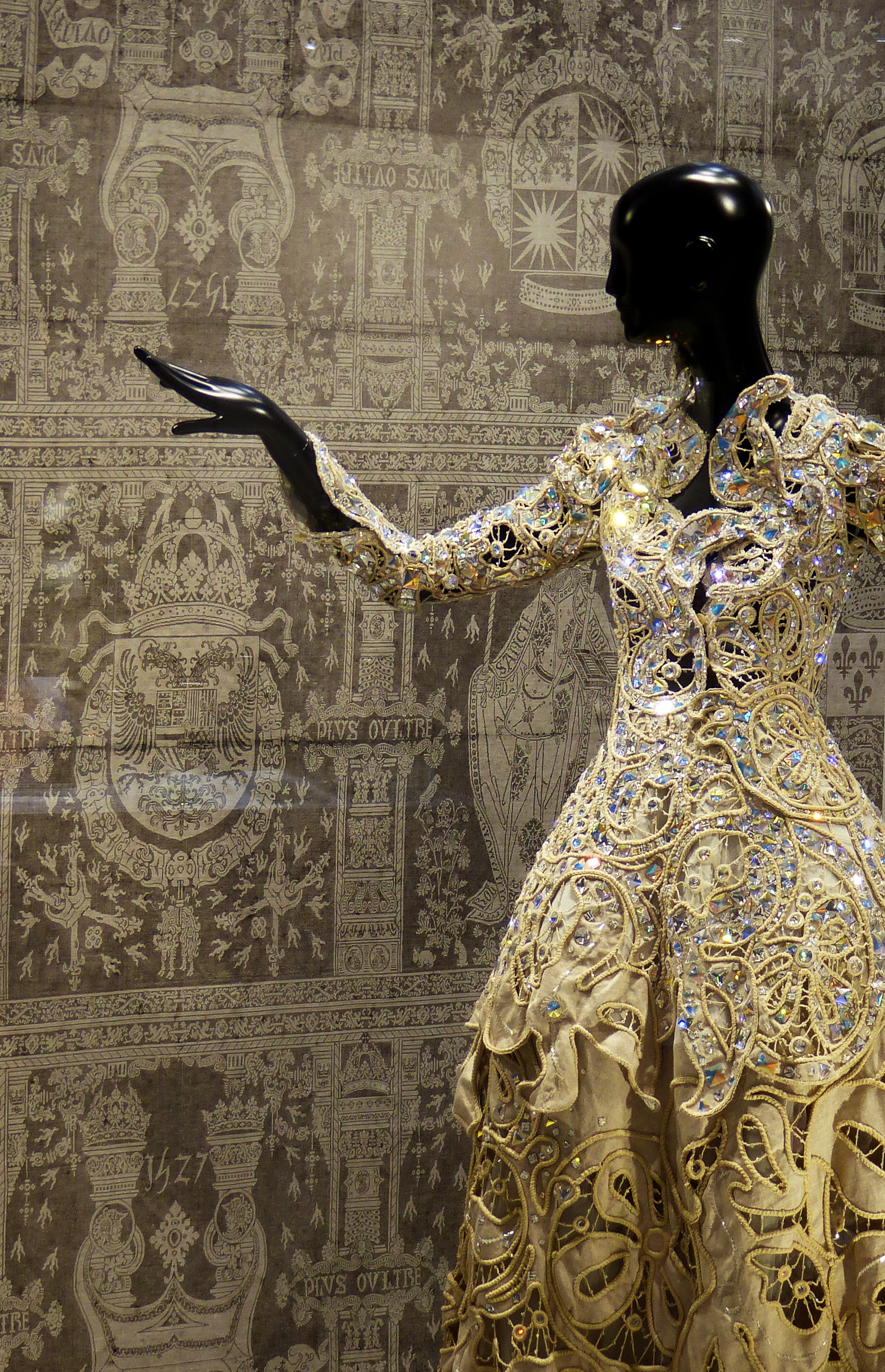
I Mondi di Cristallo - Swarovski Store
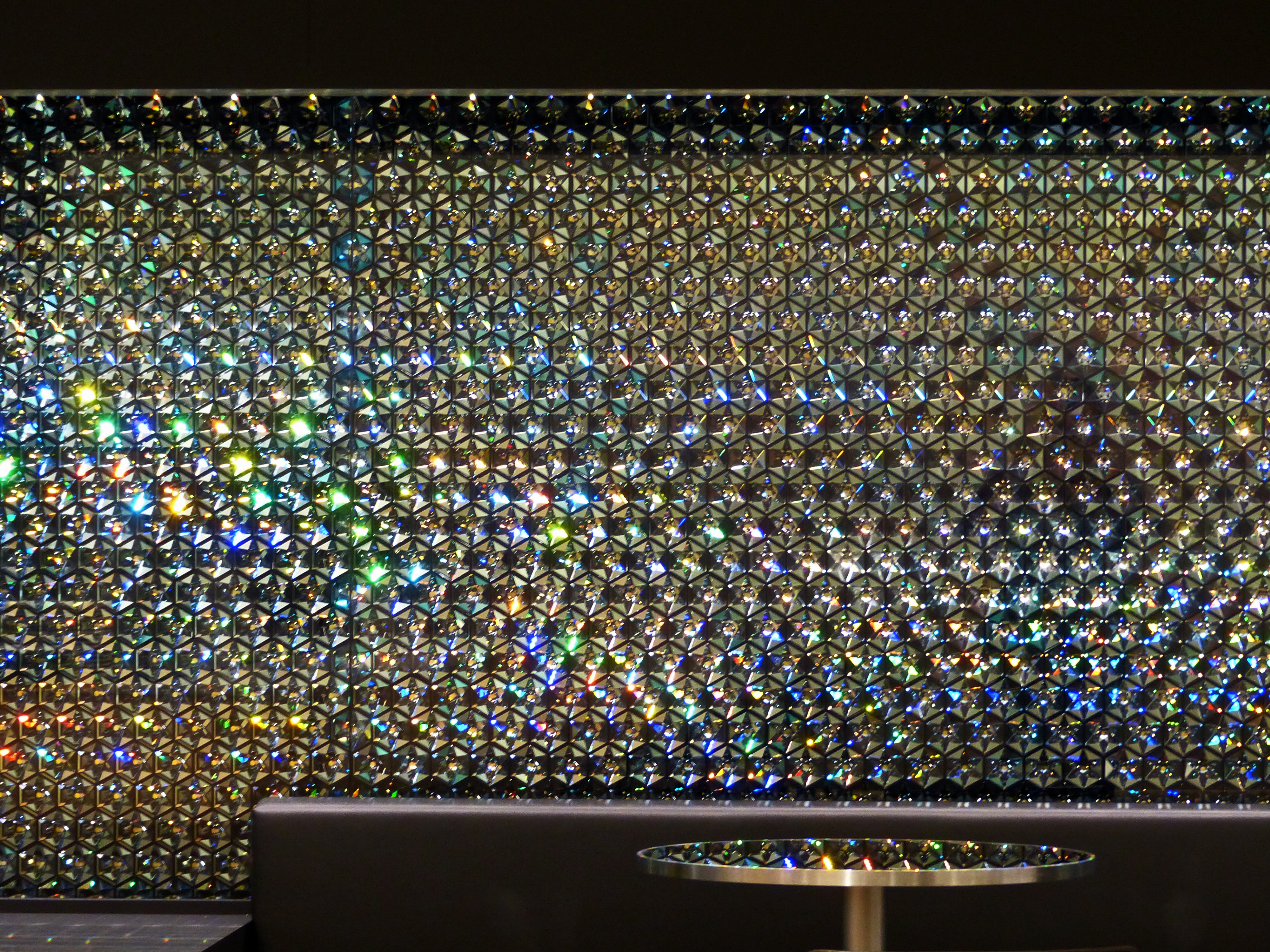
I Mondi di Cristallo - Swarovski Store